# Mouvement ouvrier chrétien
Mouvement ouvrier chrétien (MOC) is een Belgische christendemocratische koepelorganisatie die actief is in Wallonië en Brussel en de tegenhanger is van het Vlaamse beweging.net.

## Structuur

### Voorzitters
| Periode      | Voorzitter      |
| ACW-MOC      | ACW-MOC         |
| ------------ | --------------- |
| 1923 - 1927  | Hendrik Heyman  |
| 1927 - 1933  | Edmond Rubbens  |
| 1933 - 1946  | Hendrik Heyman  |
| MOC          |                 |
| 1946 - 1950  | Léon Servais    |
| 1950 - 1973  | André Oleffe    |
| 1973 - 1979  | Victor Michel   |
| 1979 - 1985  | Jeanine Wynants |
| 1988 - 2006  | François Martou |
| 2006 - heden | Thierry Jacques |

### Aagesloten organisaties
De aangesloten organisaties zijn:
- Confédération des syndicats chrétiens (CSC), de Franstalige vleugel van het ACV
- Mutualité chrétienne (MC), de Franstalige vleugel van de CM
- Jeunesse ouvrière chrétienne (JOC), de Franstalige tegenhanger van de KAJ
- Vie Féminine, de Franstalige tegenhanger van Femma
- Equipes Populaire (EP)